# Holzkirche (Șurdești)

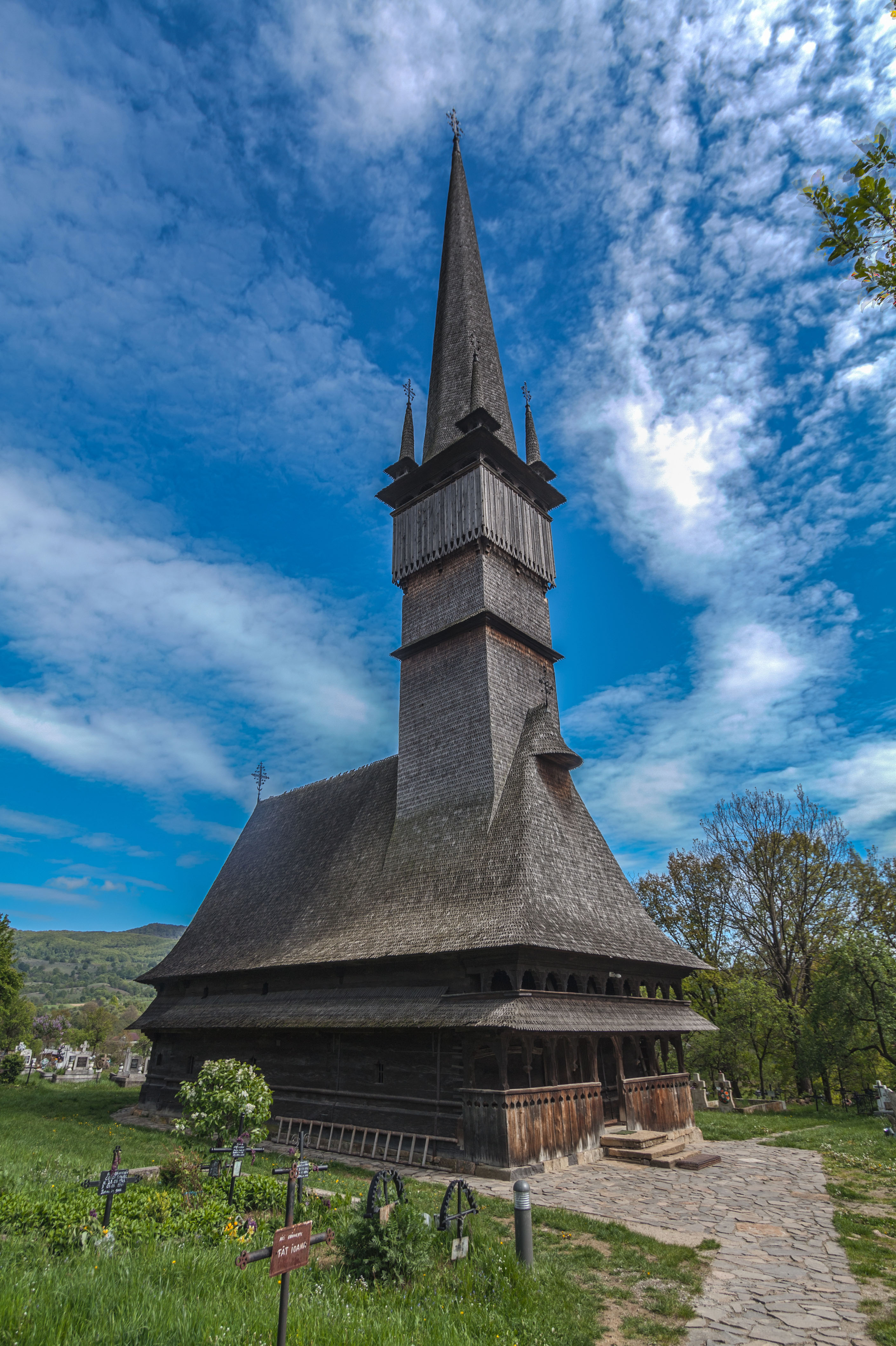

Die griechisch-katholische Holzkirche in Șurdești „Heilige Erzengel Michael und Gabriel“ (ro. Biserica de lemn din Șurdești „Sf. Arhangheli Mihail și Gavril“) steht in Șurdești, Kreis Maramureș, Rumänien.
Die Holzkirche wurde 1721 von Ion Macarie erbaut. Das Schindeldach mit den aus Siebenbürgen übernommenen vier Ecktürmchen ist 54 m hoch über Grund. Mit dem zentralen Spitzhelm weist sie eine Gesamthöhe von 72 Meter auf. Bis 2003 war sie die höchste Kirche konstruktiv vollständig aus Eichenholz ohne Metallnägel der Welt. Sie ist seit 1999 eine der Holzkirchen in der Maramureș, die von der UNESCO zum Weltkulturerbe erklärt wurde und steht unter Denkmalschutz.
Die Kirche ist ringsum gedeckt durch einen guten Schutz vor Regen, Schnee und Sonne gebende doppelte Traufe. Beim Eingang hat sie eine offene Veranda mit Oeffnung in den früher für Frauen vorgesehenen Vorraum (Narthex). Darüber befindet sich der Turm. Erst 1932 wurden dort beidseitig zum Durchgang Öffnungen für bessere Sicht ins Kircheninnere (Naos) und auf die Ikonostase herausgeschnitten.
Im Innern wurde die Kirche an den Wänden von verschiedenen Meistern seit Ende des 18. Jh. vollständig bemalt. Zu nennen sind unter anderem ein Jüngstes Gericht, die Jakobsleiter, die Fahrt des alten Propheten Eli auf einem Feuerwagen gen Himmel und die Ikonostase.
Künstlerisch bemerkenswert sind weiter die Kreuzdarstellungen mit liegendem Halbmond auf dem Dach, das aus Holz gedrehte Seil unter den Fenstern um die Kirche und der auch aus Holz gefertigte Leuchter im Innern.
Umgeben ist die Kirche von einem alten Friedhof.